# 古德溫鎮區 (阿肯色州聖弗朗西斯縣)
古德溫鎮區（英語：Goodwin Township）是位於美國阿肯色州聖弗朗西斯縣的一個行政鎮區。

## 地方資料
古德溫鎮區的面積為123.07平方千米，當中陸地面積為122.78平方千米，而水域面積為0.29平方千米。根據2010年美國人口普查的數據，當地共有人口450人，而人口密度為每平方千米3.66人。